# Pistol (minissérie)
Pistol é uma minissérie de drama biográfico criada por Craig Pearce para o FX. A série foi anunciada em janeiro de 2021 e foi dirigida por Danny Boyle. Ela estreou no FX on Hulu em 31 de maio de 2022.

## Premissa
A série de seis partes segue o guitarrista do Sex Pistols, Steve Jones, e a ascensão da banda à proeminência e notoriedade.

## Elenco

### Principal
- Toby Wallace como Steve Jones
- Anson Boon como Johnny Rotten
- Jacob Slater como Paul Cook
- Christian Lees como Glen Matlock
- Louis Partridge como Sid Vicious
- Sydney Chandler como Chrissie Hynde
- Thomas Brodie-Sangster como Malcolm McLaren
- Talulah Riley como Vivienne Westwood

### Recorrente
- Dylan Llewellyn como Wally Nightingale
- Ferdia Walsh-Peelo como Nick Kent
- Maisie Williams como Pamela "Jordan" Rooke
- Francesca Mills como Helen of Troy
- Beth Dillon como Siouxsie Sioux
- Iris Law como Soo Catwoman
- Bianca Stephens como Pauline
- Alexander Arnold como Jamie Reid
- Emma Appleton como Nancy Spungen
- Zachary Goldman como Billy Idol
- Daniel Barker como Bob Harris
- Matthew Cottle como Reginald Bosanquet
- Kai Alexander como Richard Branson
- Ben Sardeson como Bertie ‘Berlin’ Bromley
- Trevor Ford como Barnsley Publican
- Ethan Steed como Artista de Apoio
- Oli Vance como Espectador Punk
- Bill Odams the Boil King como Roqueiro
- Andrew-May Gohrey como Joe
- Daniel-May Gohrey como Joe

## Episódios
| N.º | Título                               | Dirigido por | Escrito por  | Lançamento         |
| --- | ------------------------------------ | ------------ | ------------ | ------------------ |
| 1   | "Track 1: The Cloak of Invisibility" | Danny Boyle  | Craig Pearce | 31 de maio de 2022 |
| 2   | "Track 2: Rotten"                    | Danny Boyle  | Craig Pearce | 31 de maio de 2022 |
| 3   | "Track 3: Bodies"                    | Danny Boyle  | Craig Pearce | 31 de maio de 2022 |
| 4   | "Track 4: Pretty Vaaaycunt"          | Danny Boyle  | Craig Pearce | 31 de maio de 2022 |
| 5   | "Track 5: Nancy & Sid"               | Danny Boyle  | Craig Pearce | 31 de maio de 2022 |
| 6   | "Track 6: Who Killed Bambi?"         | Danny Boyle  | Craig Pearce | 31 de maio de 2022 |

## Produção
A série, criada por Craig Pearce, recebeu um pedido de seis episódios do FX em janeiro de 2021, com Danny Boyle dirigindo todos os seis episódios. Toby Wallace foi escalado para interpretar Jones, com Maisie Williams entre o elenco de apoio. Thomas Brodie-Sangster, Talulah Riley e Iris Law se juntariam em março quando as filmagens começaram. A produção ocorreu em Hemel Hempstead, Folkestone (e a vila próxima Sandgate), Dover, Deal e Londres.
A filmagem da série e as cenas musicais foram gravadas ao vivo, sem overdubs ou efeitos de estúdio, e os atores retratando os Sex Pistols e Chrissie Hynde tocaram os instrumentos e executaram seus próprios vocais. Como eles eram neófitos (Slater (Cook) tinha experiência na frente de bandas, mas não na bateria), eles tiveram que se tornar proficientes rapidamente.
Wallace (Jones), Slater (Cook) e Chandler (Hynde) tiveram o benefício de se encontrar com seus colegas. Boon não pôde se encontrar com Rotten devido à rejeição do projeto, mas estudou de perto a presença de palco de Rotten para replicar e também leu os livros de autoria de Rotten. Jones também se encontrou com o criador e escritor Pearce para responder a perguntas e obter sua opinião. Cook esteve ativamente envolvido na série e deu sua opinião conforme necessário.
A designer de produção Kave Quinn estudou o documentário de Julien Temple The Filth and the Fury, bem como a série documental da BBC de Andrew Marr, The Making of Modern Britain, para retratar Londres como era na década de 1970.
A revista Esquire disse que "o compromisso com o ethos punk dos Sex Pistols aparece na própria produção do filme." O diretor Boyle deixaria os atores percorrerem cenas e performances inteiras, não usando uma lista de cenas tradicional. Ele combinou a energia do punk usando técnicas de cinema como edição em tela dividida, flashbacks, imagens de arquivo, quadros congelados, paisagens de sonho espalhafatosas e câmera lenta.

## Lançamento
A série limitada estreou com todos os 6 episódios no Hulu em 31 de maio de 2022 e Disney+ (Star) no Reino Unido, Irlanda, Canadá, Austrália, Nova Zelândia e Singapura. A série limitada também está planejada para ser lançada no Star+ na América Latina e Disney+ via Star em todos os outros territórios.

## Batalha legal pelos direitos da música
Em 2021, enquanto a série ainda estava em produção, o vocalista do Sex Pistols, John Lydon, criticou a série, classificando-a como "A merda mais desrespeitosa que já tive que suportar". Pouco depois, Lydon entrou com um processo contra os ex-colegas de banda Steve Jones, Paul Cook, Glen Matlock e o espólio de Sid Vicious, a fim de impedir que a música do Sex Pistols fosse usada na série. Em 23 de agosto de 2021, foi revelado que Lydon havia perdido a batalha legal e a música do Sex Pistols foi autorizada a ser usada na série.

## Recepção
No site agregador de críticas Rotten Tomatoes, a série possui um índice de aprovação de 54% com base em 24 críticas, com uma classificação média de 6.1/10. O consenso dos críticos do site diz: "A direção frenética de Danny Boyle traz muita energia para esta biografia punk, mas as convenções rotineiras da ascensão e queda de uma banda tornam Pistol uma espécie de falha de ignição." No Metacritic, a série tem uma pontuação de 59 em 100, com base em 23 críticos, indicando "críticas mistas ou médias".